# Miss Supranational 2013
Miss Supranacional 2013 foi a 5ª edição do concurso de beleza feminina de Miss Supranacional. O concurso foi realizado nos Palácio de Esportes de Minsk, pela primeira vez em Minsk, na Bielorrússia com a participação de oitenta e três (83) candidatas dos cinco continentes. A gala final foi agitada e embalada pelas músicas da cantora bielorrussa Alona Łanska. Sob apresentação de Ivan Podrez e Denis Kuryan, com transmissão da TV4 e da ONT, a vencedora na ocasião foi a filipina Mutya Datul.

## Resultados

### Colocações
| Posição                 | País e Candidata |
| Vencedora               | - Filipinas - Mutya Datul |
| 2º. Lugar               | - México - Jacqueline Morales |
| 3º. Lugar               | - Turquia - Leyla Köse |
| 4º. Lugar               | - Indonésia - Cok Istri Widani |
| 5º. Lugar               | - Ilhas Virgens (EUA) - Esonica Veira |
| (TOP 10) Semifinalistas | - Austrália - Esma Voloder - Bielorrússia - Veronika Chachina - Brasil - Raquel Benetti - Canadá - Suzette Hernández - Polônia - Angelika Ogryzek |
| (TOP 20) Semifinalistas | - Gabão - Hillary Ondo - Índia - Vijaya Sharma - Letônia - Diāna Kubasova - Luxemburgo - Héloïse Paulmier - Mianmar - Khin Wint Wah - Porto Rico - Desirée del Río - Rússia - Yana Dubnik - Tailândia - Thanyaporn Srisen - Ucrânia - Kateryna Sandulova - Venezuela - Annie Fuenmayor |

### Prêmios especiais
O concurso distribuiu os seguintes prêmios este ano: 
| Prêmio              | País e Candidata               |
| Miss Simpatia       | - Macau - Sarah Leyshan        |

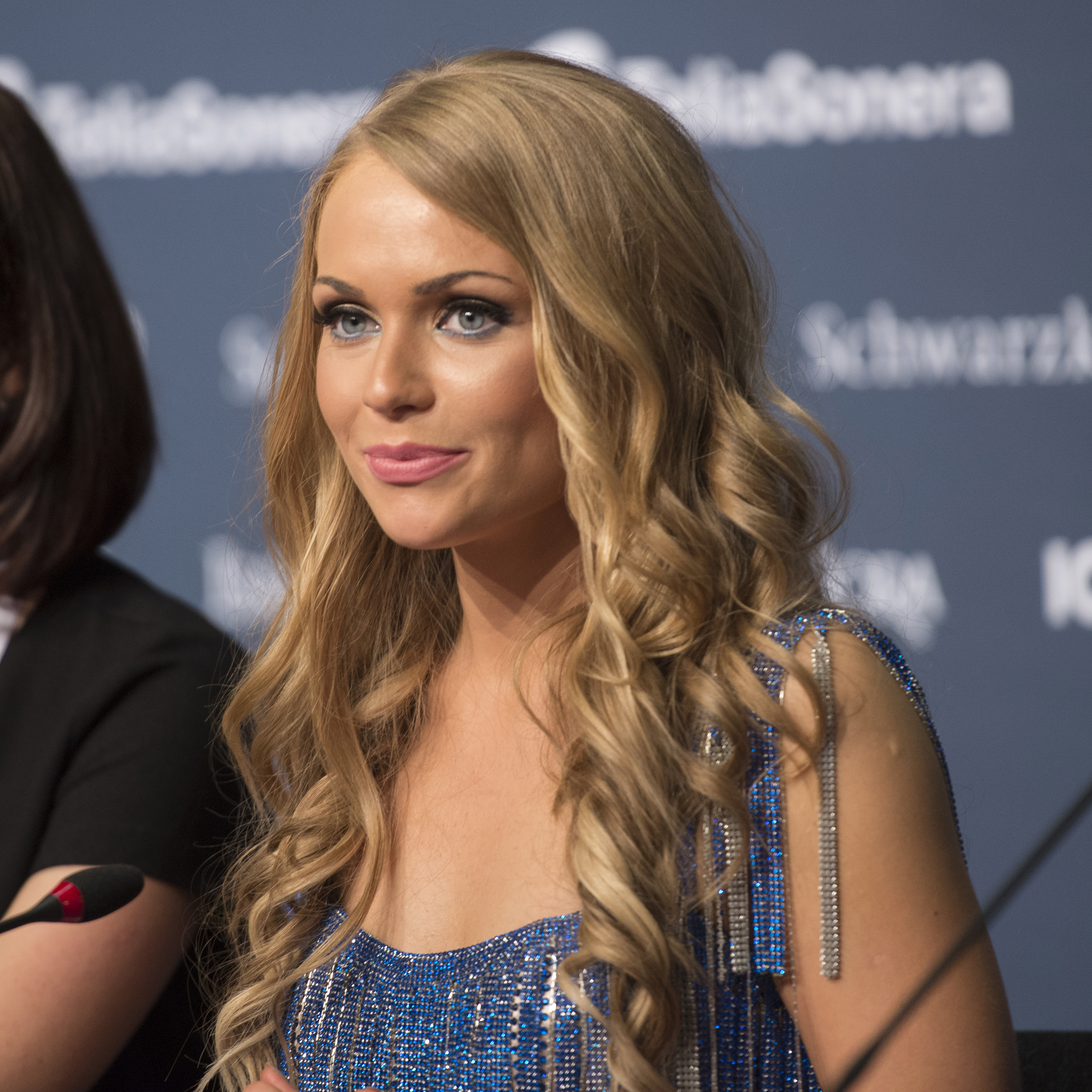
A cantora bielorrussa Alona Łanska se apresentou durante o concurso deste ano.

| Miss Fotogenia      | - Porto Rico - Desirée del Río |
| Miss Elegância      | - Suécia - Sally Lindren       |
| Miss Personalidade  | - Filipinas - Mutya Datul      |
| Melhor Traje Típico | - Nicarágua - Alejandra Gross  |
| Miss Internet 1     | - Mianmar - Khin Wint Wah      |
| Miss Talento        | - Malásia - Nancy Marcus       |
| Top Model           | - Moldávia - Valeria Donu      |

1. A vencedora do "Miss Internet" se classifica para o Top 20.

### Rainhas Continentes
As melhores candidatas classificadas por continente:
| Título              | País e Candidata                   |
| Rainha das África   | - Gabão - Hillary Ondo             |
| Rainha das Américas | - Brasil - Raquel Benetti          |
| Rainha da A&O       | - Austrália - Esma Voloder         |
| Rainha da Europa    | - Bielorrússia - Veronika Chachina |

## Jurados

### Final
Ajudaram a escolher a campeã:
1. Ivan Ajplatov, estilista;
2. Alicy Scavello, médico dermatologista;
3. Karina Pinilla, Miss Supranational 2010;
4. Ekaterina Buraya, Miss Supranational 2012;
5. Gerhard von Lipiński, co-diretor do concurso;
6. Ludmiła Aleńksiejewa, diretor da Krynica Beauty Company;
7. Carsten Mohr, presidente da World Beauty Association;
8. Grigory Kisjel, presidente do canal de televisão ONT;
9. Alaksandr Bahdanowicz, medalhista olímpico;
10. Ivan Władisiewicz, jornalista e radialista;
11. Soraya Ticzer, designer de moda;

## Candidatas
Disputaram o título este ano:
| - África do Sul - Natasha Pretorius - Albânia - Deisa Shehaj - Alemanha - Jackeline Dobritzsch - Argentina - Juliana Kawka - Austrália - Esma Voloder - Azerbaijão - Samira Akmanova - Bélgica - Karen Op't Eynde - Bielorrússia - Veronika Chachina - Bolívia - Teresa Talamás - Brasil - Raquel Benetti - Camarões - Johanna Akamba - Canadá - Suzette Hernández - China - Liu Qiang - Colômbia - Isabel Rentería - Costa Rica - Olga Usuga - Costa do Marfim - Reine Aka - Dinamarca - Alexandria Essinger - Equador - Giuliana Villavicéncio - El Salvador - Metzi Solano - Eslováquia - Luciána Čvirková - Espanha - Eva Rogel - Estados Unidos - Kristy Abreu - Estônia - Xenia Likhacheva - Filipinas - Mutya Datul - Finlândia - Asal Bargh - França - Camille René - Gabão - Hillary Ondo - Geórgia - Nino Gulikashvili | - Guiné Equatorial - Lisa Ngonde - Gana - Gety Baffoa - Guadalupe - Élodie Odadan - Guatemala - Ana Beatriz Vásquez - Haiti - Manouchka Luberisse - Honduras - Andrea Mallorquín - Hong Kong - Sisi Wang - Hungria - Anett Szigethy - Ilha da Reunião - Julie Nauche - Ilhas Virgens (EUA) - Esonica Veira - Índia - Vijaya Sharma - Indonésia - Cok Istri Widani - Inglaterra - Rachel Christie - Islândia - Fanney Ingvarsdóttir - Iraque - Klaodia Khalaf - Irlanda do Norte - Chloe Marsden - Itália - Laura Piras - Jamaica - Maurita Robinson - Kosovo - Romela Koleci - Letônia - Diāna Kubasova - Luxemburgo - Héloïse Paulmier - Macau - Sarah Leyshan - Malásia - Nancy Marcus - Martinica - Cindy Joli - México - Jacqueline Morales - Mianmar - Khin Wint Wah - Moldávia - Valeria Donu - Nova Zelândia - Chané Berghorst | - Nicarágua - Alejandra Gross - Nigéria - Neri Omoregie - Noruega - Marie Molo Peter - Países Baixos - Leila Aigbedion - País de Gales - Fallon Robinson - Panamá - Yinnela Yero - Polônia - Angelika Ogryzek - Porto Rico - Desirée del Río - Portugal - Bruna Monteiro - República Checa - Lucie Klukavá - República Dominicana - Alba Marte - Romênia - Natalia Rus - Ruanda - Aurore Mutesi - Rússia - Yana Dubnik - Sérvia - Tanja Čupić - Serra Leoa - Suad Dukuray - Sri Lanca - Gayesha Perera - Suriname - Jaleeza Weibolt - Suécia - Sally Lindren - Suíça - Joana Loureiro - Tailândia - Thanyaporn Srisen - Togo - Armande Akumah - Turquia - Leyla Köse - Ucrânia - Kateryna Sandulova - Uruguai - Agustina Rodríguez - Venezuela - Annie Fuenmayor - Zimbabue - Lungile Mathe |

## Histórico

### Estatísticas

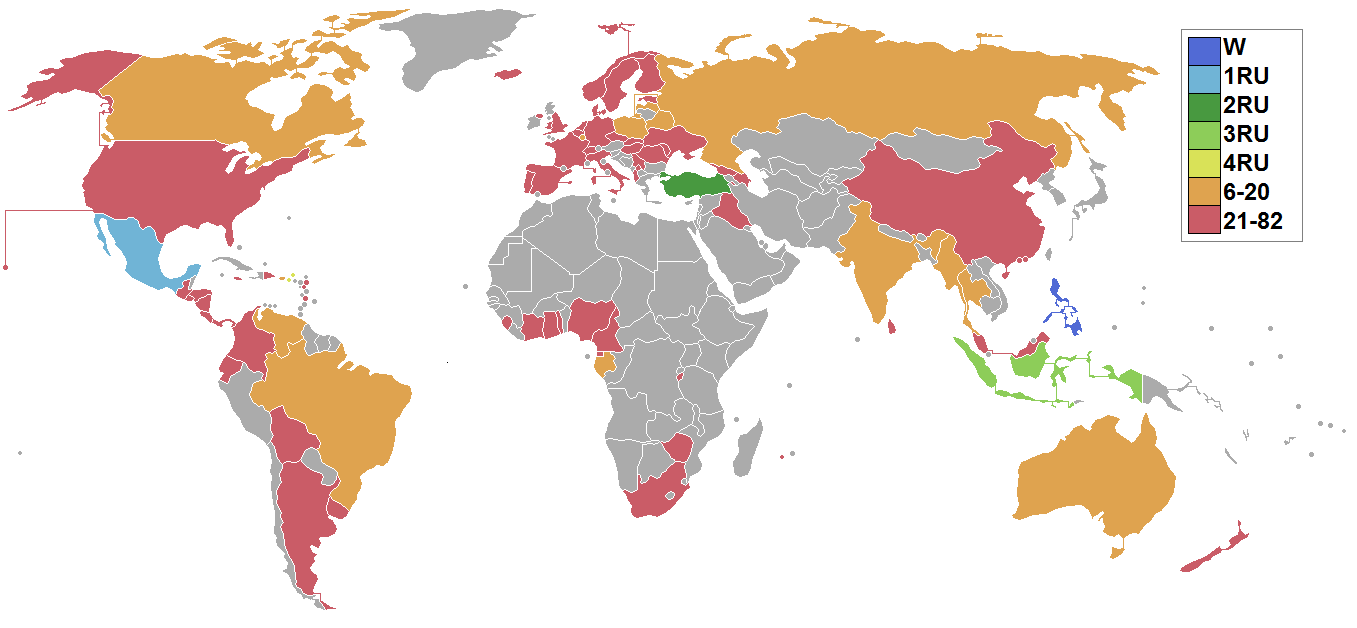
Países participantes e suas respectivas colocações.

Candidatas por continente:
- Europa: 33. (Cerca de 40% do total de candidatas)

- Américas: 24. (Cerca de 30% do total de candidatas)

- África: 12. (Cerca de 14% do total de candidatas)

- Ásia: 12. (Cerca de 14% do total de candidatas)

- Oceania: 2. (Cerca de 2% do total de candidatas)

### Desistências
- Argélia - Sarah Tarchid

- Bahamas - Lataj Henfield

- Belize - Jessel Lauriano

- Botsuana - Shine Tlape

- Curaçao - Xiohenne Renita

- Escócia - Gemma Palmer

- Etiópia - Nardos Kinde

- Japão - Sayaka Ishii

- Namíbia - Salmi Nambinga

- Tanzânia - Winfrida Dominic

- Vietnã - Jewaria Gazaele Luu